# Contea di Talbot (Georgia)
La contea di Talbot, in inglese Talbot County, è una contea dello Stato della Georgia, negli Stati Uniti. La popolazione al censimento del 2000 era di 6 498 abitanti. Il capoluogo di contea è Talbotton.

## Comuni
- Geneva - town
- Junction City - town
- Manchester - city[2]
- Talbotton - city
- Woodland - city

### Altre località
- Centerville
- O'Neals
- Tax